# Дуброва (Лельчицкий район)
Дуброва (бел. Дуброва) — агрогородок (с 2010 года) в Лельчицком районе Гомельской области Беларуси. Административный центр Дубровского сельсовета.

## География

### Расположение
В 12 км на запад от Лельчиц, в 75 км от железнодорожной станции Ельск (на линии Калинковичи — Овруч), в 215 км от Гомеля.

## Транспортная сеть
Автодорогами соединена с Лельчицами и Туровом.

## История
Согласно письменным источникам известна с 1551 года, как казённое село в составе Великого княжества Литовского. После 2-го раздела Речи Посполитой (1793 год) в составе Российской империи, в Лельчицкой волости Мозырского уезда Минской губернии. В 1886 году село, действовала Михайловская православная церковь. На начало XX века село, 105 дворов, 670 жителей поместье, двор, 12 жителей.
В 1923 году открыта рабочая школа 1-й степени, в которой учились около 50 детей. В ноябре 1942 года немецкие оккупанты сожгли деревню и убили 23 жителей. В центре деревни, около клуба, в память о 72 жителях, которые погибли во время Великой Отечественной войны в борьбе против оккупантов, в 1967 году установлен памятник. С 23 декабря 1959 года центр сельсовета. В 1971 году центр коммунального сельскохозяйственное предприятие «Новая Нива». Расположены лесничество, механические мастерские, средняя школа, клуб, библиотека, комплексный приемный пункт бытового обслуживания, отделение связи, автоматическая телефонная станция, детский сад, фельдшерско-акушерский пункт, отделение сберегательного банка «Беларусбанк», 3 магазина.

### Хроника
- 18 декабря 1551: «У селе Дубровой в дому ч[о]л[о]в[е]ка тамошнего Конона» подданные виленского бискупа убортские мужики убили былого службовца Убортской волости ВКЛ Фёдора Одинцевича.
- 1763, января 3: «Dubrowa» — село столового имения Уборть Мозырского повета Виленского бискупства. 48 дымов, именной список 153 жителей муж. пола. Крестьяне имели 70 волов, 26 коней. Дань с села составила 165 ведёрок мёда, 48 вязанок грибов, по 24 осьмины ржи, ячменя и гречки, по 24 ведёрка пшеницы и гороха, 48 осьмин овса, 96 кварт проса, по 48 кварт мака, конопли и рыбы, 48 возов сена, 280 возов дров и 339 пол. злотых чинша. Церковь.
- 1775, октябрь: 43 дыма.
- 1777, января 27: «Дуброва, великая и малая», деревня униатской парафии Картыницкой церкви Туровской диацезии Убортского деканата. 45 домов.
- 1787, февраля 15: Униатская каплица Воскресения Господнего старосветского строения.
- 1789: 53 дыма, 322 чел. (от 1 до 16 лет — 80 муж. и 69 жен., от 16 до 30 — 53 муж. и 53 жен., от 30 до 45 — 15 муж. и 11 жен., от 45 до 60 — 14 муж. и 16 жен., старше 60 лет — 4 муж. и 7 жен.).
- 1795, февраля 16: Прописная деревня казённого имения Уборть Мозырского повета Минского наместничества Российской империи.
- 1800: 50 дв., 340 чел. (175 муж. и 165 жен.). Рудня.
- 1808: Имение, которое в результате раздела имения Уборть на части купил помещик Кушелев.
- 1847, ноября 3: Деревня и имение помещицы Марии (?) Вишневской, жены Кушелева.
- 1849, января 1: 29 дв.
- 1866: 30 дв. Панский дв. за 2 версты на З от села Дуброва.
- 1859: «Dąbrowa», имение помещика Рафаила Рыбникова. Перестройка каплицы в церковь Архистратига Михаила на средства помещика[2].
- 1862: Согласно уставной грамоты имения, каждый тяглый крестьянский двор наделяется землёй в размере 15 десятин на выкуп.
- 1866: 64 дв., 327 чел. (165 муж. и 162 жен.).
- 1867: 252 православных; 3 католика. 7 вёрст от Лельчицкой церкви и 99 вёрст от Петриковского костёла.
- 1870, января 1: Деревня Дубровского общества и имения Лельчицкой волости помещика Рыбникова. 88 крестьян-собственников. 8 вёрст от волостного правления. Приход Симоницкой церкви.
- 1875: Дуброва-Симоничи, имение малолетних наследников Рафаила Рыбникова. Земли: 847 десятин пригодной, 5092 десятин леса и 16000 десятин непригодной.
- 1876: Землевладельцы по наследству Александр, Валериан, Иван, Евгений, Рафаил, Любовь и Анна Рыбниковы. Хозяйством занимается опекунша, а имение находится под надзором дворянской опеки.
- 1879: Приход Лельчицкой церкви. Приписная Михайловская церковь.
- 1886: 40 дв., 243 чел.
- 1897: Дубровское общество Лельчицкой волости. Церковь, зернозапасный магазин. Ветряная мельница. Швец. Питейное учреждение. 90 дв., 581 чел. (282 муж. и 299 жен.). Согласно Еврейской энциклопедии, 781 жит., из них 72 еврея. Усадьба помещика Рыбникова, при пруде. 3 дв., 9 чел. (5 муж. и 4 жен.).
- 1898: Поблизости смолярный или дегтярный завод Валериана Рыбникова, ветряная мельница Самойлы Ляховца.
- 1899: 56 дв. крестьян, 446 прихожан (224 муж. и 222 жен.).
- 1905, октября 1: Открытие Дубровского земского училища (в наёмных помещениях).
- 1906: Первый учитель Степан Поляк.
- 1909: 105 дв., 667 чел.
- 1910: В Дубровском земском училище учатся 42 мальчиков и 2 девочки. Обвинение крестьян Ф. Ляховца и Ф. Колоса в богохульстве и ругательных словах в адрес царя.
- 1913, январь: Эпидемия брюшного тифа. В мае — эпидемия дизентерии.
- 1914: Имение жены генерала от кавалерии Марии Николаевны де Вит.
- 1915: 50 дв.
- 1916: 136 хоз., 710 чел. (316 муж. и 394 жен.).
- 1917: 141 дв., 895 чел. (455 муж. и 440 жен.): 849 белорусов, 46 евреев. В имении 1 дв., 76 чел. (35 муж. и 41 жен.): 44 белоруса, 1 великорус, 4 украинца, 9 поляков, 15 евреев, 3 иных.; 26683 десятин земли: самовольно захвачено разными лицами 3000 десяти пашни и 522 десятины луговых сенокосов. Вероятно, тут был организован один из первых совхозов БССР — «Дуброва» (Калинина) с общей площадью земельных угодьев 523 десятины.
- 1925: Лельчицкий сельсовет Лельчицкого района. Школа на белорусском языке: 45 учеников (42 мальчика и 3 девочки): 41 белорус, 4 еврея; 1 десятина пашни.
- 1929: 214 дв., 1026 чел. (488 муж. и 544 жен.); все бел. 80 хоз. бедняков, 122 — середняков, 12 — зажиточных. В наличии 230 волов, 86 коней, 300 коров. Школой охвачено 45 % детей.
- 1933: Колхоз «Новая нива».
- 1941: Деревня сжигается нем.-фашистскими карателями.
- 1946: Колхоз имени Сталина.
- 1959, января 22: Центр Дубровского сельсовета Лельчицкого р-на.
- 1980, января 5: 408 жит.
- 1986: Центр колхоза «Чырвоны Кастрычнік».
- 1997: 370 дв., 960 жит.
- 1999, января 1: 355 хоз., 921 жит., из них 342 трудятся, 200 детей до 15 лет, 331 пенсионер. Согласно переписи, 896 жит. (423 муж. и 473 жен.).

## Население

### Численность
- 2004 год — 333 хозяйства, 853 жителя .

### Динамика
- 1886 год — 40 дворов, 243 жителя.
- 1917 год — 141 двор, 895 жителей; в поместье 76 жителей.
- 1940 год — 210 дворов, 1056 жителей.
- 1971 год — 410 дворов, 1556 жителей.
- 2004 год — 333 хозяйства, 853 жителя .